# David Tomatis
David Tomatis (* 3. Februar 1962 in Berbérati, Zentralafrikanische Republik) ist ein ehemaliger monegassischer Bobsportler, gegenwärtiger Medienunternehmer, Sportmanager und -funktionär sowie Regierungsbeamter. Er nahm an den Olympischen Winterspielen 1992 in Albertville und 1994 in Lillehammer teil. Seit 2010 ist er Exekutivdirektor der Fédération Monégasque de Bobsleigh, Luge et Skeleton und Vizepräsident für Marketing und Veranstaltungen der International Bobsleigh & Skeleton Federation.

## Leben
Tomatis war in den 1980er- und 1990er-Jahren als Bobfahrer für sein Heimatland Monaco aktiv. Für die Olympischen Winterspiele 1988 in Calgary war er als Ersatzfahrer für den Zweierbob von Albert Grimaldi nominiert, kam jedoch hinter dem etatmäßigen Anschieber Gilbert Bessi nicht zum Einsatz. 1992 in Albertville und 1994 in Lillehammer nahm er jeweils als Anschieber des Viererbobs von Grimaldi an den Olympischen Winterspielen teil. In Albertville fuhr er mit der Mannschaft auf Rang 27, in Lillehammer wurde Rang 26 erreicht. Nach den Olympischen Winterspielen 1994 beendete er seine aktive Karriere im Alter von 32 Jahren.
Er war Regierungsbeamter im Finanzministerium der Regierung von Monaco. Von 1995 bis 2011 war er Geschäftsführer eines monegassischen Medienunternehmens, mit dem er internationale Veranstaltungen wie das Festival de Télévision de Monte-Carlo organisiert und entwickelt hat. 2010 wurde er Exekutivdirektor der Fédération Monégasque de Bobsleigh, Luge et Skeleton sowie zum Vizepräsidenten für Marketing und Veranstaltungen der International Bobsleigh & Skeleton Federation gewählt. Es folgten Wiederwahlen in 2014 und 2018 für diesen Posten beim Bob- und Skeletonweltverband. Seit 2011 fungiert er als Berater des monegassischen Kabinetts.